# Lloyd Sherr
Lloyd Sherr, född 28 februari 1956 i Los Angeles i Kalifornien, är en amerikansk skådespelare och ståuppkomiker.

## Filmografi (i urval)
- 1993 – Teenage Mutant Ninja Turtles (TV-serie)
- 1996–2004 – Hey Arnold! (TV-serie)
- 2004–2006 – W.I.T.C.H. (TV-serie)
- 2007–2010 – Bondgården (TV-serie)
- 2008 – Tomtar och troll
- 2010 – Scooby Doo! Mysteriegänget (TV-serie)
- 2011 – Bilar 2
- 2011–2012 – Archer (TV-serie)
- 2011 – Star Wars: The Clone Wars (TV-serie)
- 2013 – Turbo
- 2013–2014 – Cars Toons (TV-serie)
- 2015 – Star vs. the Forces of Evil (TV-serie)
- 2017 – Bilar 3
- 2022 – Bilar på väg (TV-serie)